# Csombárd
Csombárd ist eine ungarische Gemeinde im Kreis Kaposvár im Komitat Somogy.

## Geografische Lage
Csombárd liegt 14 Kilometer nordwestlich des Komitatssitzes und der Kreisstadt Kaposvár zwischen den Flüssen Pogány-völgyi-víz und Csombárdi-csatorna. Nachbargemeinden sind Bodrog, Somogyjád, Hetes und Mezőcsokonya.

## Geschichte
Im Jahr 1913 gab es in der damaligen Kleingemeinde 43 Häuser und 432 Einwohner auf einer Fläche von 1564 Katastraljochen. Sie gehörte zu dieser Zeit zum Bezirk Kaposvár im Komitat Somogy.

## Sehenswürdigkeiten
- Landhaus Csák–Pongrácz (Csák–Pongrácz-kúria)
- Römisch-katholische Kirche Magyarok Nagyasszonya, erbaut Anfang der 1990er Jahre
- Statue des Heiligen Johannes, erschaffen 1938, Ersatz für eine Statue des Heiligen Johannes von Nepomuk aus dem Jahr 1804 errichtet[3]

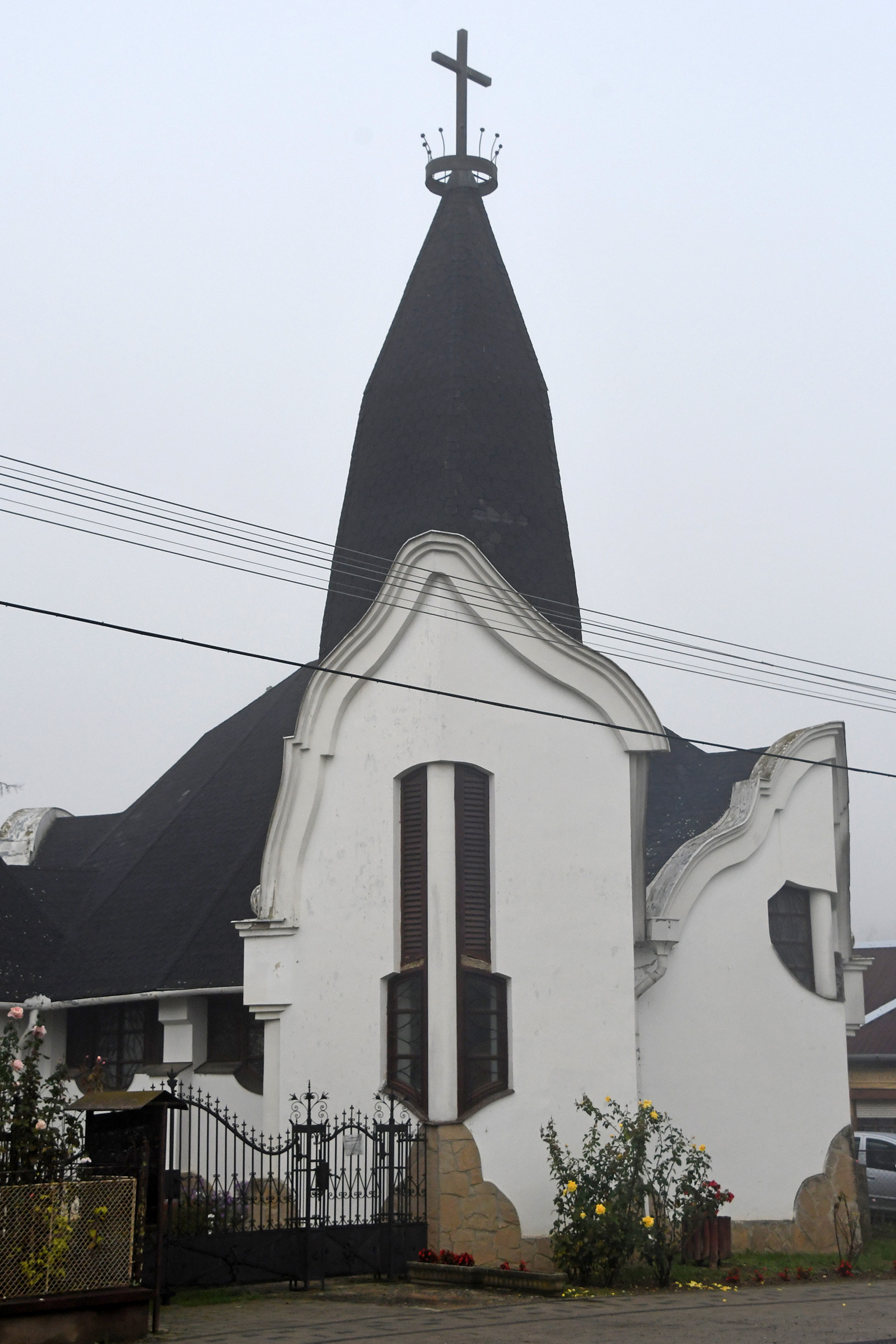
Römisch-katholische Kirche Magyarok Nagyasszonya
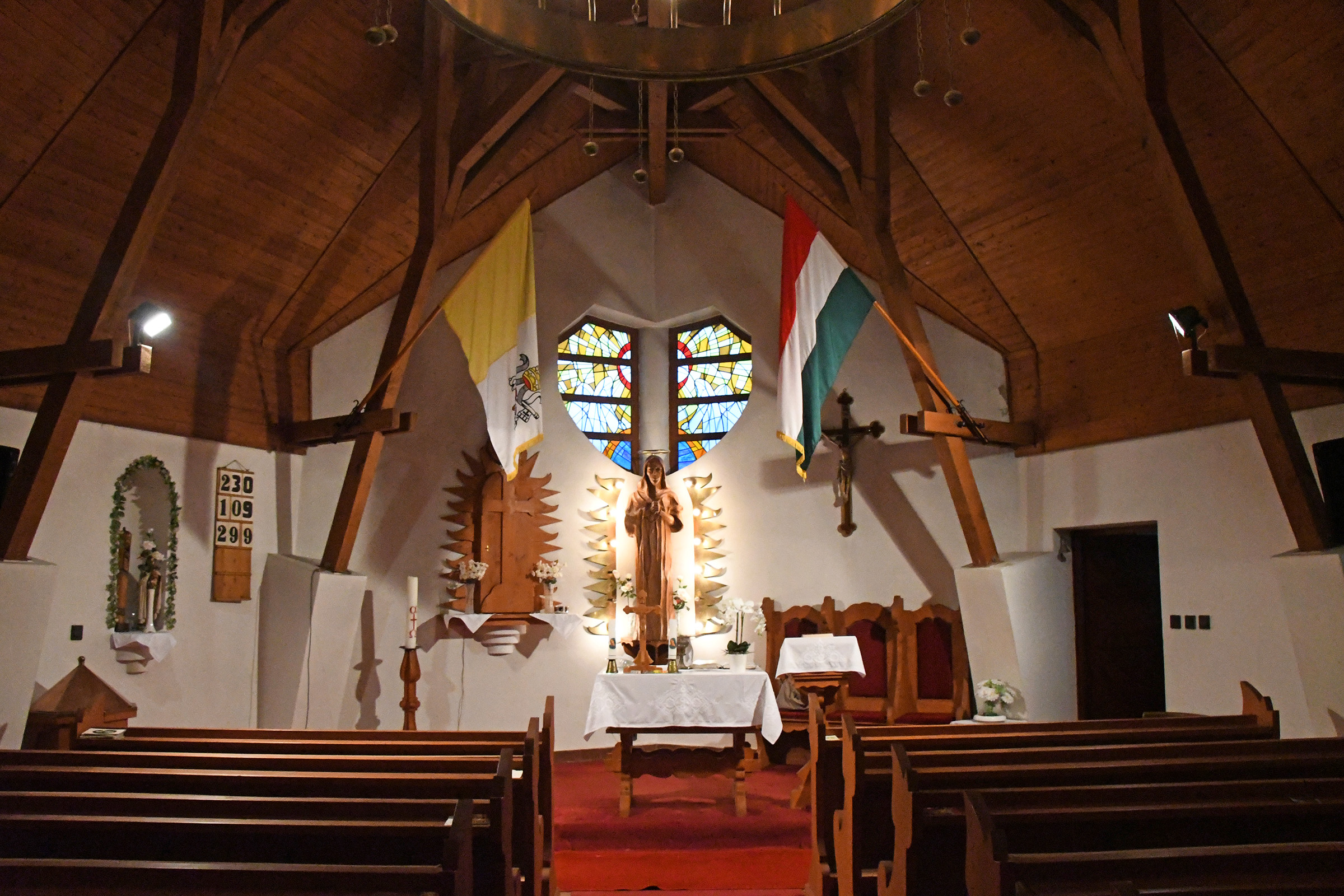
Innenraum der Kirche
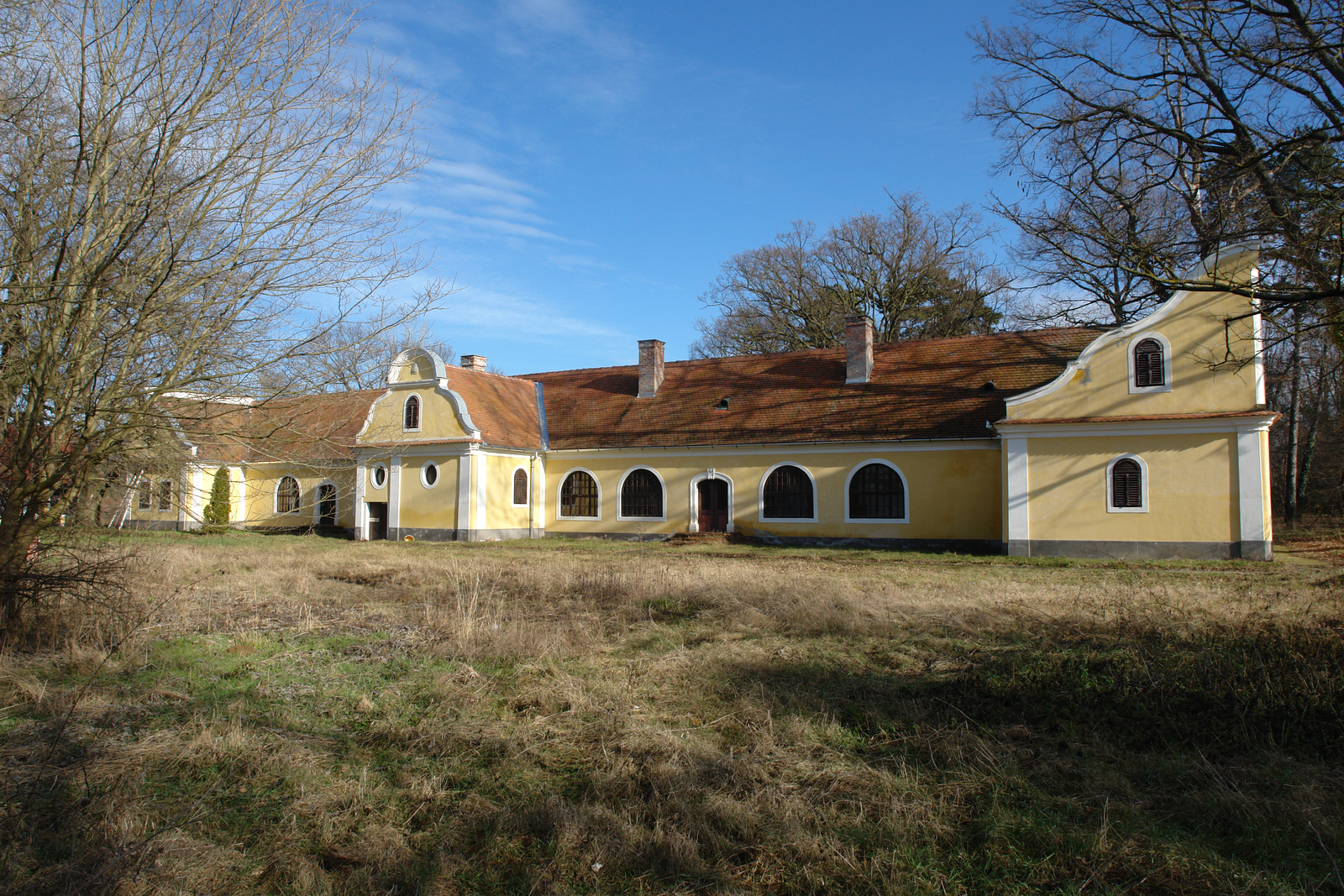
Landhaus Csák–Pongrácz
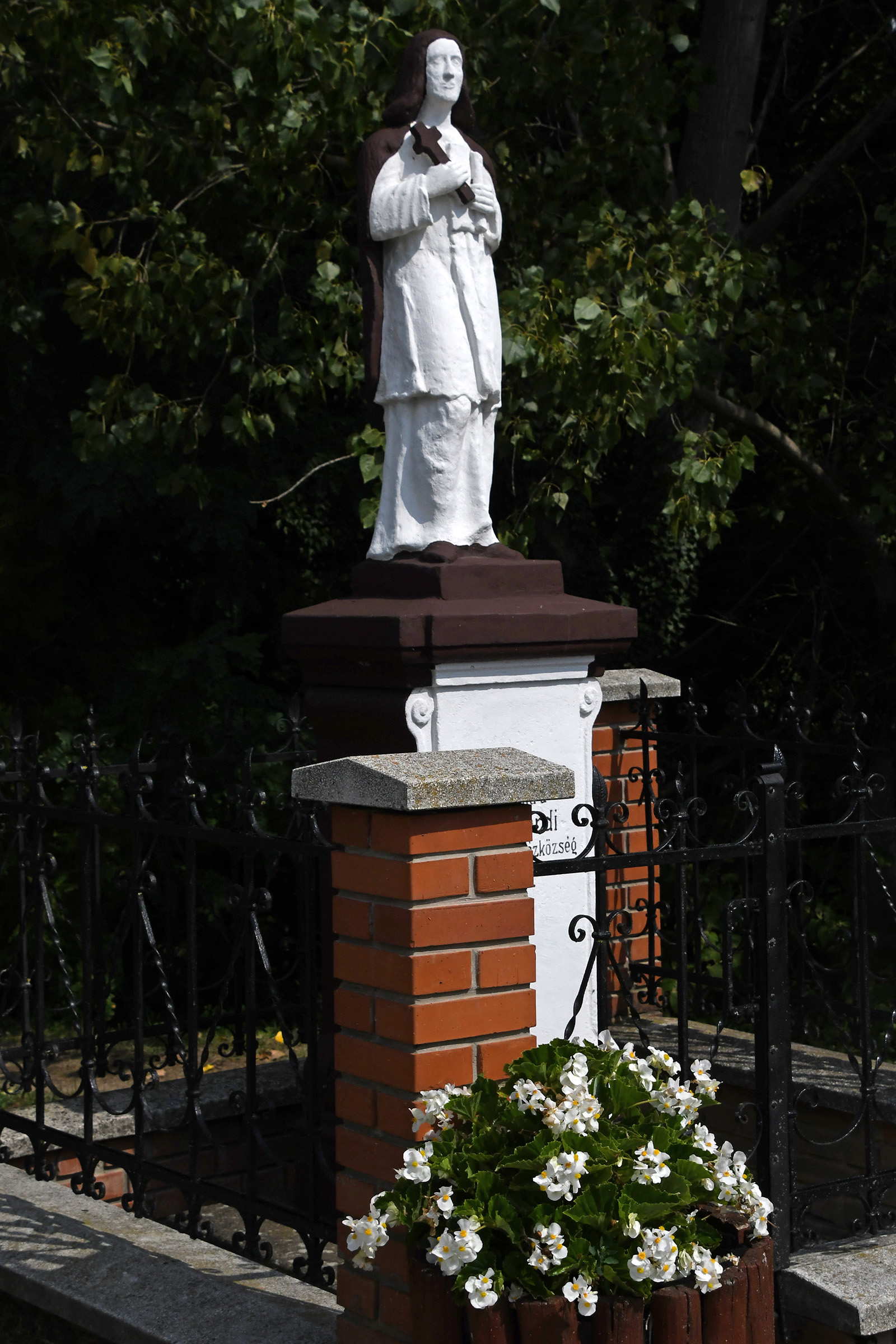
Statue des Heiligen Johannes

## Verkehr
Durch Csombárd verläuft die Landstraße Nr. 2411. Es bestehen Busverbindungen nach Bodrog sowie über Hetes und Juta nach Kaposvár. Die nächstgelegenen Bahnhöfe befinden sich nördlich in Osztopán sowie südöstlich in Kaposvár.